# ミュンヘン - アウクスブルク線
ミュンヘン - アウクスブルク線（ミュンヘン - アウクスブルクせん、ドイツ語: Bahnstecke München-Augsburg）はバイエルン州のミュンヘンとアウクスブルクを結ぶ幹線鉄道路線である。全区間は電化されており、路線距離は61.9 kmである。この路線はバイエルン・マクシミリアン鉄道の一部でありながら、ヨーロッパ横断線 (Magistrale für Europa) の一部である。ミュンヘン - アウクスブルク線はバイエルン州で二番目に開通された。

## 沿線概況
列車がミュンヘン中央駅から西へ向かうと、ローゼンハイム、インゴルシュタット、ランツフット方面の鉄路が分岐する。ミュンヘン・パージング駅から複々線 (Sバーンの複線、遠距離と地域輸送の共通複線線路) が北西向きに続く。オルヒング駅の前に貨物線のミュンヘン北部環状線がこの路線に立体交差で合流して、その地点から高速線 (HGV-Gleis) が始まる。アウクスブルク方向で左の複線はSバーン線、右には地域輸送と貨物線の二つの低速線とその間に高速線がいる。オルヒングの分岐器の上に列車が最高130 km/hの速度で走行することが可能である。
オルヒング以後列車はアンパー川を超えて、西向きに走行する。列車がゲルンリンデン駅を過ぎると、低速線の右の線路が高速線の下を横切って左の線路と並んでいる。そこから高速線はこの路線の右に、低速線は中に、Sバーン線は右にある構造がアウクスブルク方向に続く。高速線には連続列車制御装置が設置されている。マイザッハ駅まではSバーン線は複線であるが、マイザッハ - マメンドルフ間には断線である。Sバーン線はマメンドルフ駅で終わり、他の複々線はまた北西向きに続く。
列車は続いてハスペルモーア駅と同じ名前の沼地 (Moor) を通過する。メリング駅の前にアンマー湖線がこの路線と合流する。列車はパール渓流を渡り、レヒ川と平行に北向きへ走る。アウクスブルク・ホッホツォル駅でこの路線は西向きに曲がり、インゴルシュタット方面のパール谷線と線路を共有する。列車はレヒ川を渡って、アウクスブルク中央駅に至る。

## 歴史

### ミュンヘン - アウクスブルク鉄道および王立バイエルン鉄道
1835年ミュンヘンとアウクスブルクで二つの都市を結ぶ鉄道建設の為に法人 (Verein) が設立され、同年建設のプロジェクトは許可された。1836年バイエルン政府はこの路線の軌間を4フィート8.5インチ (1435 mm) で決定し、資金調達は民間部門で行うことになった。既にニュルンベルク - フュルト間のドヴィヒ鉄道を設計したポール・カミユー・ドニー (Paul Camille Denis、1795-1872) へ設計が頼まれた。1837年にデニーは設計・費用計算を確定するのができた。
1837年6月23日ミュンヘン＝アウクスブルク鉄道会社 (München-Augsburger Eisenbahn-Gesellschaft) が設立され、翌年ミュンヘンで工事が始まった。1838年9月3日にアウクスブルク - シュピッケル区間が開通されたものの、その区間は馬車鉄道として運用された。建設作業はたやすくなかった。ハスペルモーア沼地の区間では大規模の排水工事が不可欠で、沼地問題は前例と経験なしに解決されねばならなかった。1840年9月14日にマイザッハ - アルトヘグネンベルク区間が開業されて、同年10月4日ミュンヘン - アウクスブルク鉄道は全区間で開業された。1844年ミュンヘン＝アウクスブルク鉄道会社が少ない利益のため440万グルデンでバイエルン政府に売却された。1846年新しいアウクスブルク中央駅がローセナウベルクで建設された。
1894年8月中央駅のシュタンベルク側の乗降場からライム停車場まで通勤列車線 (Vorortbahn、Sバーンの前身) が複線で開通された。1895年5月通勤列車の専用線はパーシング駅まで延伸された。

### ドイツ国営鉄道
1925年3月ドイツ国営鉄道はミュンヘン - パージング - ガウティング区間で通勤列車の電気運転を開始した。

### ドイツ連邦鉄道
1967年から1969年までこの路線に連続列車制御装置の最初モデルが採択されたが、1974年まで使わなかった。1976年12月オルヒング - ミュンヘン区間にSバーン用線路が開通された。ロッホハウゼン - ホッホツォル区間では許容速度が1977年から200 km/hまで上がった。旅客列車の速度向上は同年9月25日連邦交通省から承認された。

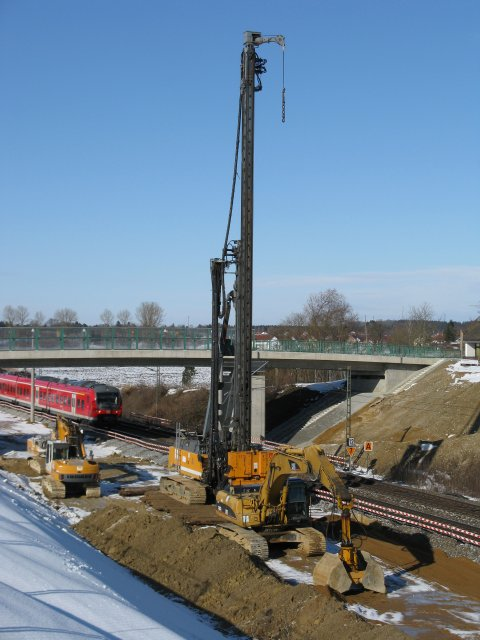
ハテンホーフェン町付近の線路工事

ドイツ連邦交通計画1992 (Bundesverkehrswegeplan 1992) では改修費用が9億1000万マルクで算定され、複線から四線軌道に改良する計画が確立された。高速線の最高速度は230 km/hで、低速線の最高速度は160 km/hでそれぞれ設定された。Sバーン線は1980年5月オルヒング - マメンドルフ区間で追加され、1988年5月マイザッハ駅まで延伸された。1993年初速度向上のための予備計画は立て、基盤施設の財務及び最終設計計画は2003年3月に終わった。

### ドイツ鉄道
この路線の高速化工事は2000年3月アウクスブルクのレヒ川橋の線路増設から始まった。2008年10月21日メリング - アウクスブルク区間の改修工事が終了した。2011年6月6日改良区間のすべての工事が完了し、同年12月230 km/hの高速運転が実現され、アウクスブルク - ミュンヘン区間の走行時間は半時間以下となった。
メリングで電子式信号扱い所が新設され、ミュンヘンの中央統制所に繋がった。アウクスブルク・ホッホツォル、キシング、ハスペルモーアには信号使い所が改築され、ナンテンホーフェン駅 (マメンドルフ駅) 、マイザッハ駅、オルヒング駅の信号機は段階的に電子式に転換された。それで古いインフラの更新は線路及び分岐器の改良、道床の改築で成功した。

## 運行形態
遠距離輸送の路線は以下にある。
- ICE 11: ハンブルク・アルトーナ - ベルリン - ライプツィヒ - エアフルト - フルダ - フランクフルト - マンハイム - シュトゥットガルト - ウルム - アウクスブルク - ミュンヘン・パージング - ミュンヘン。120分間隔。
- ICE 25: ハンブルク・アルトナ/ブレーメン - ハノーファー - カッセル・ヴィルヘルムホェヘ - ヴュルツブルク - アウクスブルク - ミュンヘン・パージング - ミュンヘン。120分間隔。
- ICE 28: (ハンブルク・アルトナ -) ベルリン - ライプツィヒ - エアフルト - フルダ - ニュルンベルク - アウクスブルク - ミュンヘン・パージング - ミュンヘン。120分間隔。
- ICE 42: ハンブルク・アルトナ - ベルリン中央駅 - ライプツィヒ - エアフルト - フルダ - フランクフルト中央駅 - マンハイム - シュトゥットガルト - ウルム - アウクスブルク - ミュンヘン・パージング - ミュンヘン。120分間隔。
- IC 60: カールスルーエ - シュトゥットガルト - ウルム - アウクスブルク - ミュンヘン (-ザルツブルク) 。120分間隔。
- EC 62: フランクフルト/ザーブリュッケン - シュトゥットガルト - ウルム - アウクスブルク - ミュンヘン -ザルツブルク (- クラゲンフルト/グラーツ/リンツ) 。120分間隔。

地域輸送の場合、アウクスブルク運輸連合（Augesburger Verkehrsverband、AVV）はアウクスブルク - マメンドルフ間で、ミュンヘン運輸連合（Münchner Verkehrs- und Tarifverband、MVV）はアルトヘグネンベルク - ミュンヘン間で有効である。
- 快速列車 (RE 9/RE 8) : ミュンヘン - ミュンヘン・パージング - メリング - アウクスブルク・ホッホツォル - アウクスブルク - ウルム/トロイヒトリンゲン。60分間隔。使用車両はDB440形電車。
- 普通列車 (RB 86/RB 87) : ミュンヘン - ミュンヘン・パージング - マメンドルフ - メリング - アウクスブルク・ホッホツォル - アウクスブルク - ディンケルシェルベン/ドナウヴォェルト。60分間隔。使用車両はDB440形電車。
- 普通列車 (RB 67) : アウクスブルク・オーバーハウゼン - アウクスブルク - アウクスブルク・ホッホツォル - メリング - ゲルテンドルフ - ヴァイルハイム - ションガウ。60分間隔。バイエルン地方鉄道（Bayerische Regiobahn, BRB）所属。使用車両はリント41気動車。
- Sバーン () : マメンドルフ - マイザッハ - オルヒング - ロッホハウゼン - ミュンヘン・パージング - ライム - ドナースベルガーブリュッケ - ミュンヘン - ミュンヘン東 - ギージング - ダイゼンホーフェン - ホルツキルヒェン。30分間隔。使用車両はDB423形電車。